# CJMF-FM
CJMF-FM, mieux connue sous le nom de FM93 est une station de radio québécoise de la ville de Québec diffusant à la fréquence 93,3 MHz sur la bande FM et lancée le 15 septembre 1979. Elle est une propriété du groupe Cogeco Média (anciennement nommé Cogeco diffusion).

## Histoire

### Année 1979
En février 1979, le CRTC accorde une licence de radiodiffusion au groupe composé de Michel Noël (des magasins StéréoOuad), Jean Dumas et Jean-Marc Carpentier, journalistes à Radio-Canada, rejetant une demande concurrente de Télémédia.
C'est le 16 septembre 1979 que CJMF voit le jour et Jean Dumas est le premier à prendre l'antenne de Harmonie 93,3 FM. La première chanson jouée fut Gens du pays de Gilles Vigneault. Le format musical accordé par le CRTC est le « M.O.R. » (Middle of the road).

### Années 1980
L'année 1982, précisément le 13 février, voit l'arrivée de du logo emblématique et icône des années 1980 à Québec. Celui du cercle avec lettres d'appel en ascension vers le ciel : "FM 93 CJMF 93,3". De plus, Claude Thibodeau à CJMF. Thibodeau sera la pierre angulaire du changement de format musical de CJMF avec son émission Le Trafic Lourd où il se mit à transgresser les lois du CRTC puisque CJMF était déficitaire et puis encore le CRTC venait d'accorder deux autres licences « M.O.R. » (Middle of the road) à CHIK-FM 98,9 et CITF-FM 107,5. Voyant cela Thibodeau changea le format musical de la station pour devenir progressivement Rock.
En 1984, alors qu'elle domine le marché radiophonique de Québec[réf. souhaitée], CJMF perd sa licence de radiodiffusion, retirée par le CRTC à la suite de plaintes de CHOI-FM et CHRC (Info 800) de même que CFLS 920 Lévis (maintenant CFOM-FM, depuis 1995).
CJMF doit fermer le 31 mars 1984 parce qu'elle ne respecte pas le format « M.O.R. » (Middle of the road) en vigueur à l'époque.
Le CRTC redonne à CJMF un permis le 18 août 1984 dans le cadre des audiences pour un permis de « station rock ».
En 1986, le CRTC change les formats. M.O.R. et Rock se retrouvent désormais sous la catégorie « populaire ». L'émission matinale Le Zoo animée par Gilles Parent, Michel Morin et Alain Dumas est deuxième place derrière CHRC lors des sondages BBM de l'automne 1986. En 1987, le 93,3 FM bat des records d'auditoire à l'été 1987 avec 573 200 auditeurs, record jamais battu depuis, et détrônant André Arthur le matin.

### Années 1990
En mai 1990, l'équipe de l'émission la plus populaire de la station, Le Zoo, claque la porte à quelques mois avant la fin de leur contrat et passe à CHIK-FM et animeront l'émission matinale La Jungle dès le 18 juin, et atteindra une certaine popularité par les sketchs humoristiques sur la Crise d'Oka (de juillet à septembre 1990) diffusés sur l'ensemble du réseau Radio Énergie.
Deux ans après le départ des « Zooboys » pour CHIK, les cotes d'écoutes baissent drastiquement. En février 1992, CJMF annonce un retour au format MOR, renomme la station en Radio-Passion pour la fin août de la même année et congédie la plupart de ses animateurs. Ce changement empire la situation de CJMF, baissant l'auditoire à environ 110 000 auditeurs par semaine (BBM 1994). En janvier 1995, CJMF embauche le morning man Robert Gillet, mais les cotes d'écoutes n'augmentent pas comme prévu (145 000 à l'automne 1997), et il faudra attendre l'arrivée de l'animateur le plus écouté en ville, André Arthur, qui passe alors de la station AM CHRC à la bande FM. CJMF remonte rapidement les cotes d'écoutes, dépassant même la barre des 300 000 auditeurs par semaine en 2000 et 2001.

### Années 2000
En novembre 2001, CJMF congédie son animateur vedette, André Arthur, après qu'il a tenu en ondes, et à répétition, des propos méprisants contre le morning-man de la même station, Robert Gillet, deuxième animateur de CJMF en importance à cette époque. Des rumeurs affirment qu'il y aurait eu connivence avec le CRTC. Cogeco aurait plutôt congédié Arthur en retour d'une nouvelle licence radio pour la station CJEC-FM 91,9.
Les cotes d'écoutes du 93,3 FM souffrent énormément du départ du « Roi Arthur », leader incontesté des sondages BBM de la région de Québec depuis plus de vingt ans. En 2002, le congédiement de Robert Gillet, accusé (puis condamné) dans une affaire de prostitution juvénile (l'affaire Scorpion) précipite la chute de la station, dont l'auditoire est supplanté en nombre par celui de CHOI-FM, en pleine ascension depuis quelques années.
La station peine à se relever dans les années suivantes et fait quelques choix de programmation jugés douteux, notamment l'embauche d'Andrée Boucher, ancienne mairesse de Sainte-Foy (devenue mairesse de la Ville de Québec, décédée le 24 août en plein mandat). Le 93,3 FM procède ensuite à un ménage, changeant l'orientation de la station.

### Années 2010: "Le FM93"
En janvier 2015, Nathalie Normandeau et Éric Duhaime font leur entrée au FM93 à l'émission du midi Normandeau-Duhaime. Le 21 mars 2016, Nathalie Normandeau est suspendue sans solde, puis congédiée par la direction du FM93 le 21 mars 2016 à la suite de son arrestation et le titre de l'émission qu'elle coanimait devient Duhaime le midi. Le 15 juin 2016, le député péquiste Bernard Drainville annonce qu'il quitte la vie politique pour succéder à Nathalie Normandeau à la barre de l'émission du midi qui devient Duhaime-Drainville le midi. Un an plus tard, Bernard Drainville annonce qu'il quitte le FM93 pour se joindre au 98,5 FM à Montréal pour succéder à Benoît Dutrizac à l'animation de l'émission du midi. On apprend quelques jours plus tard que Myriam Ségal, l'animatrice de l'émission Que Québec se lève allait succéder à Bernard Drainville à l'émission du midi.
Le 19 octobre 2017, certaines collègues dénoncent de nombreuses inconduites sexuelles de la part de Gilles Parent, animateur de l'émission Le Retour de Gilles. Il est donc retiré des ondes par Cogeco pour une durée indéterminée. Le 3 novembre 2017, l'animateur Gilles Parent perd son micro au FM93 de manière définitive. La station annonce sur son compte Twitter que « Cogeco Média met fin à son association professionnelle avec Les Productions Gilles Parent et son animateur ».
Le 7 décembre 2019, Sylvain Bouchard annonce qu'il quittera l'animation de l'émission du matin de la station tout en précisant qu'il reste chez Cogeco Média. Le lundi suivant l'annonce soit le 9 décembre, la station annonce un remaniement de sa grille. Stéphane Dupont précédemment chez Énergie à Québec (CHIK-FM) sous son format parlé dans la case du retour de la station (Jusqu'au 15 novembre 2019) prend la place de Sylvain Bouchard dans la case du matin. Dupont le matin entre en ondes le 13 janvier 2020. Éric Duhaime qui anime à ce moment-là l'émission du retour, reprend la case du midi. Quant à Sylvain Bouchard, il prend la place d'Éric Duhaime et animera l'émission du retour.
Le 3 juillet 2020, Éric Duhaime annonce son départ du FM93 à la suite de la proposition d'un autre changement à la case horaire de son émission ainsi que d'un autre changement concernant un de ses collaborateurs. Il écrit sur sa page Facebook, « En bon conservateur, je n'aime pourtant pas le changement ». Ce départ est accompagné également d'un autre départ, celui de Dany Poulin, animateur de l'émission L'Avant-Match. Il annonce la nouvelle lui aussi sur sa page Facebook le même jour que la décision d'Éric Duhaime.
Le 29 juillet de la même année, le FM93 annonce que cela sera Jonathan Trudeau (précédemment chez QUB Radio et Québecor) et Jérôme Landry (précédemment chez Énergie à Québec du 2 mai 2016 à la suite du départ de Jeff Filion jusqu'à l'annonce de la fin du format parlé de la station le 12 juin 2020) remplaceront Éric Duhaime dans une nouvelle émission d'affaires publiques. Le concept de la nouvelle émission qui occupera la case 10 h à 14 h, est dévoilé le 3 août. Trudeau-Landry arrive à l'antenne le 17 août sur trois stations du réseau parlé de Cogeco (106,9 Mauricie, 107,7 Estrie et 104,7 Outaouais). L'émission est en ondes sur ces stations de 10 h à midi, les deux dernières heures de l'émission étant uniquement diffusées à Québec.

## Animateurs

### Actuels
- Sylvain Bouchard (Bouchard en parle)
- Karen Paquet (Bouchard en parle)
- Jean-Simon Bui (Bouchard en Parle)
- Stéphane Dupont (Dupont le matin)
- Raynald "Ray" Cloutier (Dupont le matin)
- Pascale Caron-Vézina (Dupont le matin)
- Paul-Raphaël Charron (Que Québec se lève)
- Pierre Vézina (Que Québec se lève)
- Alexis Samson (Que Québec se lève)
- Jonathan Trudeau (Trudeau-Landry)
- Jérôme Landry (Trudeau-Landry)
- Nicolas Lacroix (Trudeau-Landry)
- Pierre Blais (Le 5h)
- Yvon Delisle (Les gros #1)

(révision: Avril 2021)

### Animateurs réseau
- Jacques Fabi, (Fabi la nuit)
- Sylvain Ménard, (Quart de nuit)
- Mario Langlois (Les amateurs de sports)
- Jérémie Rainville, (Bonsoir les sportifs)
- Martin Lemay (Bonsoir les sportifs, le samedi)
- Jeffrey Subrani (Les grands titres)

(révision: mai 2021)

### Anciens
- André Arthur
- Jean Beaudry
- Bernard "Berni" Laberge
- Shirley Bishop
- Andrée Boucher
- Diane Bouffard
- Sylvain Carbonneau
- Jean Caseault
- André Chouinard
- Alain Dufresne
- Alain Dumas
- John Ferguson
- Stéphane Gasse
- Mike Gauthier
- Robert Gillet
- Mario Grenier
- Andrée-Anne Guay
- Josée Guimond
- Michel Jasmin
- Louis Lacroix
- Alain Laforest
- Marc Laliberté
- Yves Laramée
- Ève-Marie Lortie[20]
- Vanessa Metivier[21]
- Frédérique Meunier
- Michel Morin
- Éric Nolin
- Gilles Parent
- Louis Pelletier
- Martin Pouliot
- Robert Ross
- Dominic Maurais
- Jack Roy
- Claude Thibodeau
- François Jacques